# Child's Play 3
Child's Play 3 (bra: Brinquedo Assassino 3; prt: Chucky, o Boneco Diabólico Parte 3, ou Chucky - o Boneco Diabólico - Parte 3) é um filme de terror norte-americano de 1991 dirigido por Jack Bender e escrito por Don Mancini. É a sequência de Child's Play 2 e o terceiro filme da série Child's Play. Brad Dourif forneceu novamente a voz de Chucky, enquanto Justin Whalin, Perrey Reeves e Jeremy Silvers integraram o novo elenco. Embora lançado apenas nove meses depois do segundo filme, a história se passa oito anos após os eventos deste e um mês antes dos eventos de Bride of Chucky, feito sete anos depois.
O longa-metragem teve produção executiva de David Kirschner, que também produziu os dois primeiros filmes da franquia. Lançado em 30 de agosto de 1991 nos Estados Unidos pela Universal Pictures, Child's Play 3 recebeu avaliações negativas dos críticos e arrecadou entre 19,8 e 20,5 milhões de dólares mundialmente ante seu orçamento de 13 milhões. O filme tornou-se notório no Reino Unido, quando foi sugerido que poderia ter inspirado na vida real os assassinatos do menino James Bulger e da adolescente Suzanne Capper, ambos britânicos, hipótese essa que foi rejeitada por oficiais que investigaram os dois casos.

## Enredo
Na fábrica de brinquedos Play Pals, Chucky, o boneco "Good Guy" assassino, renasce depois que seus restos mortais contaminam um tanque de plástico derretido. Sr. Sullivan, o presidente da empresa, está determinado a retomar a fabricação dos bonecos Good Guy, apesar dos escândalos e processos judiciais sofridos pela Play Pals anos antes, quando Andy Barclay, proprietário de Chucky, alegou que o brinquedo estava possuído espiritualmente pelo assassino em série Charles Lee Ray. Mais tarde, Chucky mata Sullivan e usa o computador deste para localizar Andy, agora um adolescente matriculado numa escola militar.
Andy faz amizade com os cadetes Harold Aubrey Whitehurst, Ronald Tyler e Krista De Silva, por quem desenvolve uma atração romântica. Também conhece Fred C. Shelton, um tenente-coronel que intimida os colegas impunemente. O pequeno Tyler é ordenado a entregar um pacote para Andy e, ao descobrir que a caixa contém um Good Guy, esconde-se no porão para brincar com ele. Chucky tenta possuir o garoto, mas é interrompido pelo diretor da escola, Coronel Cochrane, que joga o boneco num caminhão de lixo. Chucky chega ao quarto de Andy e revela seu plano de possuir Tyler, mas Shelton aparece e leva Chucky.
De Silva e sua colega de quarto, Ivers, entram furtivamente no escritório do diretor para ler o arquivo de Andy. Elas descobrem Tyler brincando com Chucky. Cochrane entra e morre de ataque cardíaco ao ver o boneco empunhando uma faca. Chucky mata o barbeiro da escola, Sargento Botnick, com uma navalhada na garganta e Whitehurst presencia o assassinato. Iniciam-se os jogos de guerra e os cadetes são divididos em dois grupos. Chucky sequestra De Silva e faz as equipes lutarem entre si para salvá-la. Como resultado, uma das equipes, cujos rifles continham munição real colocada por Chucky, abre fogo e mata Shelton.
Enquanto foge, Chucky joga uma granada na direção dos cadetes e Whitehurst se sacrifica pulando sobre a bomba. Tyler corre para um parque de diversões próximo, onde é sequestrado por Chucky, que mata o segurança do parque. Andy e De Silva os seguem. O boneco atira na perna de De Silva, deixa Tyler inconsciente e inicia o ritual de transferência de alma. Andy atira no braço esquerdo de Chucky, que usa a outra mão para atacá-lo. Andy amputa a mão de Chucky e o arremessa nas palhetas de uma máquina eólica. De Silva é levada numa ambulância e Andy garante que ficará bem, momentos antes de ser preso.

## Elenco
Este é o elenco principal do filme, na ordem dos créditos finais, de acordo com o American Film Institute:
- Justin Whalin — Andy Barclay
- Perrey Reeves — Krista De Silva
- Jeremy Sylvers — Ronald Tyler
- Peter Haskell — Sullivan
- Dakin Matthews — Coronel Cochrane
- Travis Fine — Tenente-coronel Fred C. Shelton
- Dean Jacobson — Harold Aubrey Whitehurst
- Matthew Walker — Ellis
- Andrew Robinson — Sargento Botnick
- Brad Dourif — Voz de Chucky
- Burke Byrnes — Sargento Clark
- Donna Eskra — Ivers
- Edan Gross — Voz do boneco Good Guy
- Terry Wills — Lixeiro
- Richard Marion — Patterson
- Laura Owens — Senhora executiva
- Ron Fassler — Petzold
- Michael Chieffo — Segurança

## Produção

### Desenvolvimento e roteiro
Devido ao grande sucesso do primeiro filme da franquia Child's Play, a Universal Studios pressionou o criador da série, Don Mancini, a começar a escrever a terceira parte antes mesmo da estreia do segundo longa-metragem nos cinemas. Assim, em 15 novembro de 1990, poucos dias após o lançamento de Child's Play 2, foi anunciado que o roteiro de um terceiro Child's Play já estava em andamento em resposta à aprovação prévia do público ao segundo filme. O apertado cronograma de produção incialmente deixou o roteirista sem ideias para uma terceira história. A nova sequência foi produzida tão apressadamente que sua estreia aconteceu apenas nove meses após a segunda parte ser lançada. David Kirschner, produtor dos dois primeiros filmes e criador dos efeitos visuais de Chucky, retornou como produtor executivo.
Por influência de Damien: Omen II (1978) e pela noção de que os jovens fãs de terror estariam adorando ver Chucky "ir atrás de figuras de autoridade e subverter a autoridade", Mancini decidiu avançar a trama no tempo, mostrando Andy na adolescência e matriculado numa escola militar. Para a primeira cena de morte, na qual Chucky usa diversos brinquedos para matar o Sr. Sullivan, a ideia original de Mancini era fazer com que várias cópias de Chucky aparecessem e matassem o dono da fábrica de brinquedos. Esse conceito foi descartado devido a restrições orçamentárias, mas reaproveitado na sequência Cult of Chucky (2017). Antes de Jack Bender, então conhecido por dirigir trabalhos televisivos, ser contratado para a direção do filme, Peter Jackson foi convidado para o cargo. Na época em início de carreira, Jackson já havia dirigido produções trash como as comédias de terror Bad Taste (1987) e Meet the Feebles (1989) e teria recusado a proposta para fazer o filme de zumbis Braindead (1992).

### Elenco e filmagens

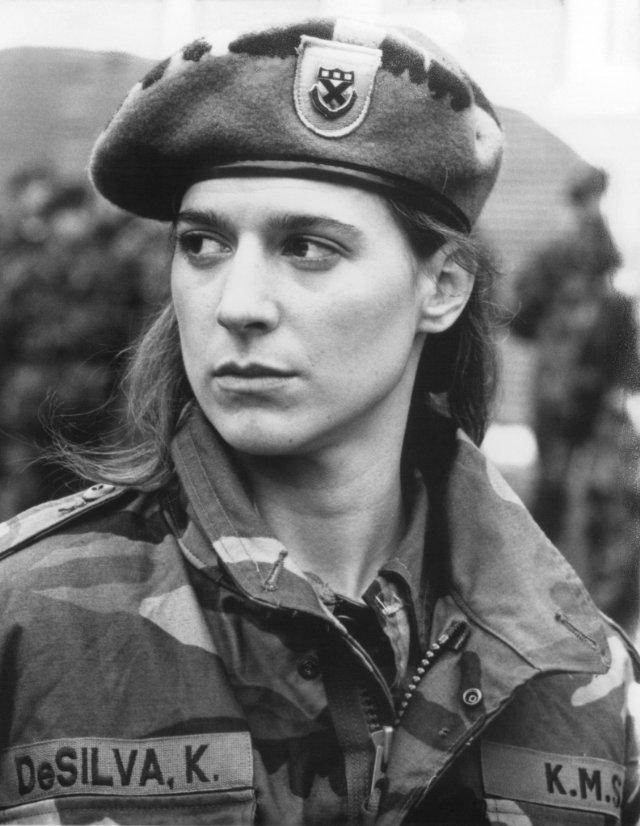
Perrey Reeves como a cadete De Silva durante as filmagens.

John Ritter foi originalmente escalado para interpretar um guarda de segurança da fábrica de brinquedos, o qual apareceria numa cena do início do filme para contar a história de Chucky a um grupo de crianças que invadiriam a fábrica. Embora a participação de Ritter tenha sido cancelada, ele atuou no filme seguinte da série, Bride of Chucky (1998). Child's Play 3 marca a primeira vez que Alex Vincent não interpretou o protagonista Andy na franquia. Dessa vez, o papel foi entregue ao então pouco conhecido ator de televisão Justin Whalin, mas o primeiro a ser cogitado para dar vida ao personagem foi Jonathan Brandis, que estava em evidência após estrelar The NeverEnding Story II: The Next Chapter (1990). Perrey Reeves, em seu primeiro trabalho no cinema, conseguiu o papel da cadete De Silva, interesse romântico de Andy. Jeremy Sylvers, que tinha por volta de 11 anos na época, foi escolhido para interpretar o cadete Tyler, que se torna amigo de Andy e o novo alvo infantil de Chucky.
A produção começou em 4 de fevereiro de 1991. As filmagens da primeira semana, ambientadas na escola militar, foram realizadas na Kemper Military School & College em Boonville, Missouri. Outras gravações aconteceram na Califórnia, nas cidades de Los Angeles e Valencia, na qual foi filmada parte das sequências que se passam no parque de diversões. As cenas restantes tiveram que ser registradas na Universal City Studios depois que fortes chuvas impediram novas filmagens em locações. Os cenários incluíam uma floresta criada para a sequência dos jogos de guerra e o parque de diversões "Devil's Lair", construído no Stage 28 e originalmente projetado para The Phantom of the Opera (1925).
Enquanto animatrônicos rudimentares foram usados para criar os movimentos de Chucky nos dois primeiros longas, Child's Play 3 tornou-se o primeiro filme da franquia a utilizar a computação para controlar parcialmente os diferentes bonecos que representavam o personagem. Embora imagens geradas por computador não tenham sido propriamente aplicadas em nenhuma cena, a tecnologia computacional foi usada para ajudar a melhorar a sincronia labial de Chucky. Para facilitar esse trabalho de alinhamento e assegurar os melhores resultados possíveis, Brad Dourif, que retornou para fornecer a voz do vilão, teve que gravar seus diálogos antes do início das filmagens. À medida que a sincronização ideal era obtida, um computador gravava os movimentos labiais do boneco para que pudessem ser reproduzidos nas tomadas subsequentes.
O principal boneco era um robô de 76 centímetros de altura e 18 quilos, que era operado por sete marionetistas chamados de "Chuckettes". A face de látex foi moldada sobre uma cabeça plástica contendo 18 pequenos motores que moviam  boca, nariz, olhos e língua. Cabeças e corpos adicionais eram necessários para close-ups. A mandíbula do robô era sincronizada com a boca do marionetista, que imitava o diálogo pré-gravado enquanto controlava os lábios do boneco com um joystick. Além disso, os marionetistas controlavam remotamente outras partes do corpo de Chucky enquanto acompanhavam a ação em um monitor. Todos eles, auxiliados por equipamentos como dollys, eram necessários para fazer o boneco andar. Um caminhão de 12 metros, apelidado de "The Chuck Wagon", era usado para alojar os bonecos e seus acessórios.

### Edição e música
A versão lançada nos cinemas teve várias cenas removidas, entre as quais Tyler jogando Atari Lynx no ônibus enquanto conversa com Andy a caminho da escola, Shelton flagrando o beijo de Andy e De Silva na floresta, Tyler brincando com o corte de cabelo de Andy, Andy se recusando a jogar bilhar com Tyler e uma professora repreendendo Andy após a morte de um lixeiro. Essas sequências apareceram em exibições de televisão, principalmente na USA Network. Contudo, uma fala considerada racista foi excluída das edições televisivas e em algumas versões em vídeo para aluguel. Na cena, Chucky diz que "vai ser um mano" ("Chucky's gonna be a bro"), referindo-se a sua intenção de possuir Tyler, uma criança afro-americana. Sendo o boneco possuído pelo espírito de um assassino caucasiano, a frase proferida por ele não foi bem recebida.
A partitura do filme foi composta e executada por Cory Lerios e John D'Andrea. Os compositores recorreram a instrumentos eletrônicos para criar sons destinados a estimular o "fator medo" do público. Entre as faixas da trilha sonora, que não chegou a ser lançada oficialmente, foi incluída ainda uma versão de "Solveig's Song", composta por Edvard Grieg em 1875 como parte da música incidental da peça teatral Peer Gynt, escrita por Henrik Ibsen em 1867. As canções instrumentais "Calliope #1" e "Calliope #2", ambas escritas por Peter Vanderlohren, também foram usadas no longa-metragem. O nome de Grieg apareceu grafado incorretamente na tela como "Edvard Greig".

## Recepção

### Bilheteria
Child's Play 3 foi lançado em aproximadamente 2 000 cinemas dos Estados Unidos em 30 de agosto de 1991. Estreou em segundo lugar (atrás de Dead Again e superando Terminator 2), acumulando 5,7 milhões de dólares durante o fim de semana do feriado prolongado do Dia do Trabalho naquele ano, quantia essa que o Los Angeles Times chamou de "números lentos". Ao término de seu circuito comercial nos cinemas estadunidenses, arrecadou entre 14,2 e 14,9 milhões de dólares. Com o acréscimo de 5,6 milhões de dólares obtido nas bilheterias de outros territórios, conseguiu uma arrecadação mundial estimada entre 19,8 e 20,5 milhões de dólares.

### Resposta da crítica
No agregador de críticas Rotten Tomatoes, o filme tem 19% de aprovação com base nos comentários de 16 críticos, o que equivale a uma classificação média de 4,20/10, tornando-se o filme com pior avaliação da série no site. No Metacritic, agregador que atribui uma média aritmética ponderada a partir de um determinado número de críticas de veículos especializados, o filme obteve uma nota de 27 em 100 com base nas avaliações de 13 críticos, indicando "avaliações geralmente desfavoráveis".
Caryn James, do The New York Times, descreveu o boneco Chucky como "uma conquista tecnológica impressionante", mas disse que o filme "perde a nitidez e o humor negro" do original. Richard Harrington, do The Washington Post, escreveu: "O próprio Chucky é uma delícia animatrônica, mas suspeita-se que as energias e o orçamento do filme foram todos dedicados ao que é essencialmente um mágico de um truque só." A Variety definiu o longa como "uma sequência barulhenta e estúpida" com boas atuações. A TV Guide elogiou as cenas iniciais, o final e a mudança de cenário em relação aos filmes anteriores, mas criticou os "personagens dispensáveis" e o roteiro previsível, que "deixa bem claro desde o início quem vai viver, quem vai morrer e quem vai dar o golpe de misericórdia final no terror diminuto". Chris Hicks, do Deseret News, chamou o filme de "perverso" e criticou o enredo. Stephen Wigle, do The Baltimore Sun, descreveu-o como "diversão para qualquer fã do gênero slasher".
Don Mancini, o criador da franquia, disse que Child's Play 3 era a sequência que ele menos gostava na série, acrescentando que a pressão do estúdio e seu lapso de ideias para prosseguir com a história após o segundo filme levaram-no a escrever um roteiro que sempre considerou abaixo da média. Em 2013, ele voltou a falar sobre sua insatisfação com o filme, afirmando que também não concordava com algumas escalações do elenco. O escritor comentou que Jeremy Sylvers não tinha a idade adequada para interpretar Tyler, opinando que o ator fazia o personagem parecer "muito ingênuo para sua idade" e "velho demais para brincar com bonecos e ser tão incrédulo". Além disso, Mancini procurava no Coronel Cochrane o arquétipo militar de "R. Lee Ermey", algo que não encontrou em Dakin Matthews, o ator escalado para o papel.

### Prêmios e indicações
| Ano  | Premiação                | Categoria                          | Recipiente                      | Resultado | Ref.   |
| ---- | ------------------------ | ---------------------------------- | ------------------------------- | --------- | ------ |
| 1991 | Fangoria Chainsaw Awards | Melhor ator coadjuvante            | Andrew Robinson                 | Indicado  | [ 30 ] |
| 1992 | Prêmio Saturno           | Melhor filme de terror             | Child's Play 3                  | Indicado  | [ 31 ] |
| 1992 | Prêmio Saturno           | Melhor desempenho de um ator jovem | Justin Whalin                   | Indicado  | [ 31 ] |
| 2014 | Prêmio Saturno           | Melhor coleção em DVD/Blu-ray      | Chucky: The Complete Collection | Venceu    | [ 30 ] |

## Obras relacionadas

### Romantização
Assim como Child's Play 2, o terceiro longa foi adaptado em um romance tie-in escrito pelo autor Matthew J. Costello. Esse livro, também intitulado Child's Play 3, foi publicado nos Estados Unidos em setembro de 1991 pela Jove Books. Embora o romance seja em grande parte fiel aos eventos mostrados no filme, existem algumas diferenças importantes entre as duas obras. Por exemplo, a ressurreição de Chucky é muito diferente no livro: um rato que vive na fábrica de brinquedos encontra o cadáver do vilão e começa a roer os restos mortais, o que faz o sangue vazar e contaminar outro boneco Good Guy, levando à reanimação de Chucky. A morte do boneco também é diferente no romance: em sua luta final contra Chucky para defender Tyler, Andy consegue usar uma arma e estourar a cabeça do assassino com um único tiro; como Chucky continua vivo mesmo assim, o protagonista atira repetidamente no corpo do boneco até este cair de uma grande altura e explodir lançando uma "chuva de faíscas".

### Mídia doméstica
O longa-metragem foi lançado pela primeira vez em VHS em 12 de março de 1992 e em DVD em 1999. Posteriormente foi disponibilizado em várias coleções nos formatos DVD e Blu-ray, incluindo The Chucky Collection (com Child's Play 2 e Bride of Chucky), lançado em 7 de outubro de 2003; Chucky – The Killer DVD Collection (com Child's Play 2, Bride e Seed of Chucky), em 19 de setembro de 2006; Chucky: The Complete Collection (com Child's Play 1 e 2, Bride, Seed e Curse of Chucky), em 8 de outubro de 2013; e Chucky: Complete 7-Movie Collection (com Child's Play 1 e 2, Bride, Seed, Curse e Cult of Chucky), em 3 de outubro de 2017.
Child's Play 3 foi lançado em 4K Ultra HD pela Scream! Factory em 16 de agosto de 2022. Este lançamento, em Blu-ray de dois discos para a região A, incluiu uma nova digitalização 4K do negativo original da câmera, uma nova faixa Dolby Atmos, comentários em áudio com o diretor Jack Bender e várias entrevistas gravadas em 2022 com Mancini, os atores Perry Reeves e Michael Chieffo, os produtores executivos David Kirschner e Robert Latham Brown, o maquiador Craig Reardon e o designer de produção Richard Sawyer. Além disso, contém as cenas adicionais veiculadas nas edições para a televisão e removidas da versão exibida originalmente nos cinemas.

### Sequências
Originalmente, Mancini pretendia encerrar a franquia com Child's Play 3, porém, ao ver o sucesso da cinessérie Scream, ele decidiu desenvolver novas sequências para Child's Play. Nos dois próximos filmes, Bride of Chucky (1998) e Seed of Chucky (2004), o roteirista decidiu mudar o foco da trama central, excluindo o personagem Andy, investindo na comédia de terror e dando ao boneco assassino uma namorada e um filho. Quanto à continuidade, o enredo do quarto filme, Bride of Chucky, é cronologicamente situado um mês depois dos eventos de Child's Play 3, o qual é ambientado em 1998, ano em que a quarta parte foi lançada. Seguiram-se os lançamentos de Curse of Chucky (2013), Cult of Chucky (2017), Child's Play (refilmagem do longa original produzida sem o envolvimento de Mancini, 2019) e da telessérie Chucky (2021).

### Atrações em parques temáticos
O clímax de Child's Play 3, que se desenrola num parque de diversões, foi referenciado numa das atrações do Halloween Horror Nights, um evento temático do Dia das Bruxas que é realizado anualmente nos parques da Universal Studios. A atração, chamada "Chucky's Fun House" e inaugurada em 2009, é um labirinto baseada no cenário do trem-fantasma visto nos momentos finais do filme. Chucky também inspirou outras atrações no Halloween Horror Nights. Entre 1992 e 2008, o personagem estrelou os espetáculos Chucky's In-Your-Face Insults e Chucky's Insult Emporium; além disso, Curse of Chucky recebeu sua própria "Scarezone" na programação de 2013.

## Controvérsia
O filme tornou-se tema de discussões após ser acusado de estar indiretamente ligado ao assassinato de James Bulger em 1993, na Inglaterra. Os assassinos, que tinham dez anos na época, teriam imitado uma cena em que uma das vítimas de Chucky era salpicada de tinta azul. O psicólogo Guy Cumberbatch afirmou: "A ligação com um vídeo era que o pai de um dos meninos – Jon Venables – havia alugado Child's Play 3 alguns meses antes". No entanto, o policial que dirigiu a investigação, Albert Kirby, descobriu que Jon não morava com o pai na época e era improvável que tivesse visto o filme. Além disso, o garoto não gostava de filmes de terror, ponto posteriormente confirmado por relatórios psiquiátricos. Assim, a investigação policial, que procurou especificamente uma ligação entre o crime e a influência da mídia, concluiu que não havia nenhuma conexão desse tipo. Contudo, o juiz Michael Morland comentou que o assassinato tinha "algumas semelhanças impressionantes" com o filme e que "crimes graves cometidos por crianças pequenas" poderiam ser causados por, entre outras razões, a exposição a filmes violentos em vídeo, "incluindo possivelmente Child's Play 3".
Em reposta à publicidade negativa, a associação de varejistas de vídeos do Reino Unido recomendou que seus membros retirassem voluntariamente a trilogia Child's Play de suas prateleiras. O tabloide britânico The Sun, em sua edição de 26 de novembro de 1993, chegou a organizar uma queima pública do vídeo. O longa permaneceu controverso na Europa e tanto a Sky Television no Reino Unido quanto o Canal+ na Espanha recusaram-se a transmiti-lo na programação regular. Também foi sugerido uma vaga associação do filme ao rapto e assassinato da adolescente Suzanne Capper em 1992, também na Inglaterra, no qual os assassinos, antes de atearem fogo à vítima, forçaram-na a ouvir um aúdio de Chucky. Além disso, o caso levou a uma nova legislação para a comercialização de filmes em mídia doméstica no Reino unido. Essas circunstâncias levaram a rumores de que Child's Play 3 foi banido do território britânico entre 1991 e 2002, o que oficialmente não chegou a ocorrer.